# Futbola Klubs RKB-Arma Rīga
Il Futbola Klubs RKB-Arma Rīga, o più semplicemente RKB-Arma era una società calcistica lettone di Riga.

## Storia
Fondata nel 1994 col nome di Rīga-LSPA cambiò più volte nome nel corso della storia. Esordì in 1. Līga con un nono posto. Al secondo anno di attività cambiò subito nome in AVV-LSPA migliorando la posizione precedente, giungendo quinto.
Dopo un nuovo quinto posto nel 1997 cambiò nome in Ranto-AVV e, soprattutto, vinse il campionato conquistandosi un posto in Virslīga. L'anno successivo, cambiò nome in Ranto-Miks, ma finì ultimo, con appena due vittorie all'attivo, retrocedendo subito.
Dopo un secondo posto nel 1999 come LBB-Mido, nel 2000 assunse la sua denominazione finale di RKB-Arma. Dopo un quarto posto e un nuovo secondo posto nel 2002 vinse nuovamente il campionato tornando in Virslīga.
La seconda avventura in massima serie, però, finì come la prima: ultimo posto con appena due vittorie all'attivo e, a fine anno, il club fallì.

## Cronistoria
- 1994: fondazione col nome di Rīga-LSPA Rīga.

9° in 1. Līga.
Secondo turno in Latvijas kauss 1994.
- 1995: cambia nome in AVV-LSPA Rīga.

5° in 1. Līga.
Ottavi di finale in Latvijas kauss 1994.
- 1996: 5° in 1. Līga.

Ottavi di finale in Coppa di Lettonia.
- 1997: cambia nome in Ranto-AVV Rīga.

1° in 1. Līga. Promosso in Virslīga.
Ottavi di finale in Coppa di Lettonia.
- 1998: cambia nome in Ranto-Miks Rīga

8° in Virslīga. Retrocesso in 1. Līga.
Quarti di finale in Coppa di Lettonia.
- 1999: cambia nome in LBB-Mido Rīga.

2° in 1. Līga.
Ottavi di finale in Coppa di Lettonia.
- 2000: cambia nome in RKB-Arma Rīga.

4° in 1. Līga.
- 2001: 9° in 1. Līga.
- 2002: 2° in 1. Līga. Promosso in Virslīga.

Quarti di finale in Coppa di Lettonia.
- 2003: 8° in Virslīga. Retrocesso in 1. Līga.

Ottavi di finale in Coppa di Lettonia.

## Giocatori
Il club fornì un solo giocatore alla Nazionale di calcio della Lettonia: fu Aleksandrs Lobaņovs a giocare due partite nel 1998.

## Palmarès

### Competizioni nazionali
- 1. Līga: 2

1997, 2002

### Altri piazzamenti
- 1. Līga:

Secondo posto: 1999, 2001